# Доктор Октопус: Озброєний і небезпечний
«Доктор Октопус: Озброєний і небезпечний» (англ. Doctor Octopus: Armed and Dangerous) — шоста серія мультсеріалу «Людина-павук» 1994 року.

## Сюжет
Пітер Паркер йде на побачення з Феліцією Харді, але її викрадає Доктор Октопус (Отто Октавіус), божевільний вчений, який хоче помститися матері Феліції, Анастасії. Пітер згадує, що Октавіус був його вчителем у науковому таборі. Джона Джеймсон ображає Октавіуса, і той хоче, щоб викуп за Феліцію Джеймсон приніс особисто. Джона приходить з викупом, але Октавіус викрадає і його. Пізніше Пітер погоджується принести гроші, але Октавіус відмовляється відпустити Джону і Феліцію, і атакує Паркера. Пітер випадає з вікна і перевдягається у костюм Людини-павука, звільняє заручників і перемагає Октопуса. Пізніше Октавіуса садять до в'язниці, але він обіцяє вибратись і знищити Людину-павука.

## У ролях
- Крістофер Деніел Барнс — Пітер Паркер/Людина-павук
- Єфрем Цимбаліст мол. — доктор Отто Октавіус/Доктор Октопус
- Едвард Еснер — Джона Джеймсон
- Родні Сальсберрі — Джо «Роббі» Робертсон
- Дженніфер Гейл — Феліція Гарді
- Ру Макланаган — Анастасія Гарді